# Obergesteln
Obergesteln (toponimo tedesco; in francese Châtillon-le-Haut, desueto) è una frazione di 209 abitanti del comune svizzero di Obergoms, nel Canton Vallese (distretto di Goms).

## Storia

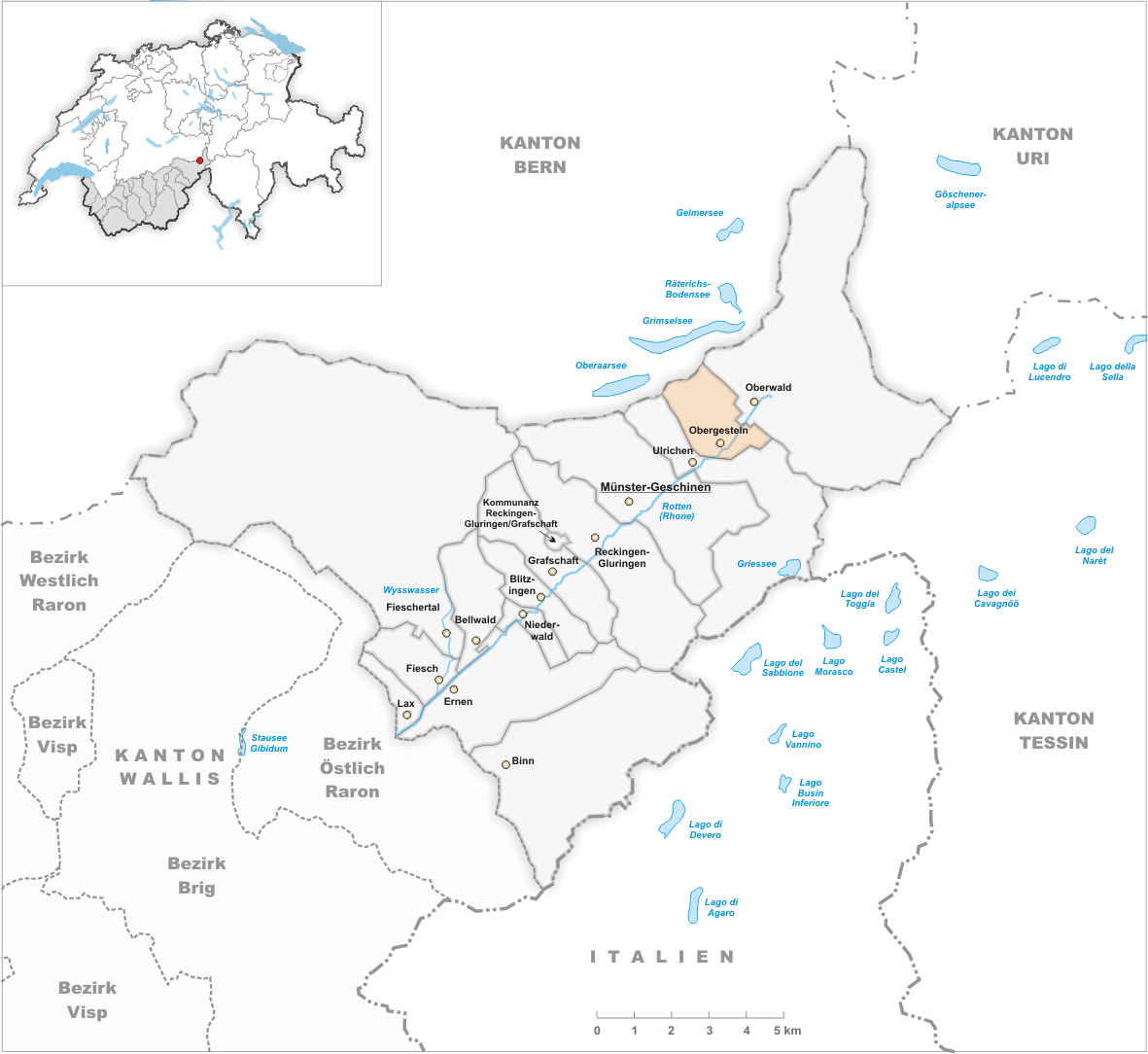
Il territorio del comune di Obergesteln prima degli accorpamenti comunali del 2009

Già comune autonomo che si estendeva per 14,6 km², nel 2009 è stato accorpato agli altri comuni soppressi di Oberwald e Ulrichen per formare il nuovo comune di Obergoms, del quale Obergesteln è il capoluogo.

## Monumenti e luoghi d'interesse
- Cappella cattolica di San Martino, attestata dal 1309 e ricostruita nel 1693[1].

## Società

### Evoluzione demografica
L'evoluzione demografica è riportata nella seguente tabella:
Abitanti censiti

## Infrastrutture e trasporti

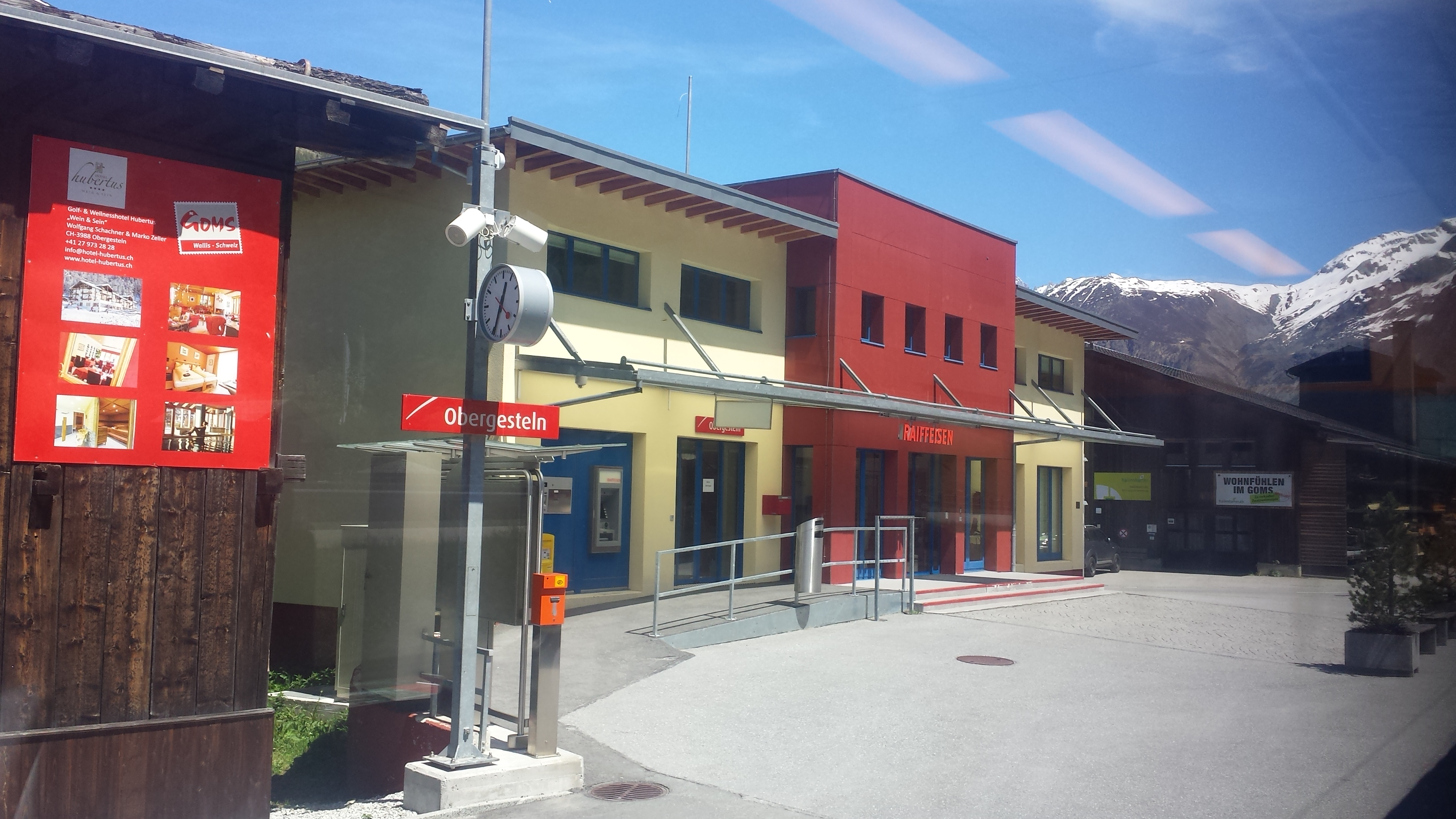
La stazione di Obergesteln

Obergesteln è servito dall'omonima stazione, sulla ferrovia del Furka-Oberalp.

## Amministrazione
Ogni famiglia originaria del luogo fa parte del cosiddetto comune patriziale e ha la responsabilità della manutenzione di ogni bene ricadente all'interno dei confini della frazione.